# تام هاو
تام هاو (انگلیسی: Tom Howe؛ ‏ ۲۶ دسامبر ۱۹۷۷) موسیقی‌دان، آهنگساز، رهبر ارکستر، تهیه‌کننده موسیقی بریتانیایی است. وی از سال ۲۰۰۸ میلادی تاکنون مشغول فعالیت بوده‌است و در ساخت آهنگ برای بیش از ۱۰۰ فیلم و سریال تلویزیونی نقش داشته‌است. تام که در یک خانواده موسیقیدان بزرگ شد، به‌طور کلاسیک آموزش نوازندگی پیانو، گیتار و کلارینت دیده‌است. پس از فارغ‌التحصیلی از دانشگاه ادینبرو او به عنوان یک نوازنده آزاد در هر دو حوزه موسیقی کلاسیک و موسیقی معاصر فعالیت نمود.
از فیلم‌ها یا مجموعه‌های تلویزیونی که وی در آن‌ها نقش داشته‌است، می‌توان به تد لاسو، روان‌درمانی، ویسکی کاوالیر، تبصره۲۲، کلبه، بررسی مغز با دیوید ایگلمن، بشر: داستان همه ما، زندگی، متلاشی، موریس شگفت‌انگیز، مولان، چارمینگ، شان گوسفنده: فارماگدون، انسان‌های نخستین، پروفسور مارستون و زن شگفت‌انگیز، زن شگفت‌انگیز، افسانه تارزان، دو اور و فصل شکار: ابله وحشت‌زده اشاره نمود.